# Chase Claypool
Pour les articles homonymes, voir Claypool.
(en) Statistiques sur pro-football-reference
Chase Claypool, né le 7 juillet 1998 à Abbotsford, Colombie-Britannique (Canada), est un joueur canadien de football américain. Il a joué au poste de wide receiver en National Football League (NFL).

## Carrière universitaire
Claypool effectue sa carrière universitaire avec les Fighting Irish de l'université de Notre-Dame-du-Lac qu'il a rejointe en 2016.
Le 28 décembre 2019, les Fighting Irish remportent le Camping World Bowl 2019 face aux Cyclones d'Iowa State. Claypool gagne 146 yards à la réception et marque un touchdown. Il est nommé MVP de la rencontre,. À la fin de sa saison universitaire, il termine deuxième (avec 1 vote sur 20) pour l'obtention du trophée Jon-Cornish qui récompense le meilleur joueur canadien évoluant en NCAA, derrière Chuba Hubbard (en).

## Carrière professionnelle
| Taille              | Poids           | Bras           | Main          | Sprint   | Sprint   | Sprint   | Shuttle 20 yards | 3 cones drill | Détente         | Détente             | Développé couché | Test Wonderlic |
| Taille              | Poids           | Bras           | Main          | 40 yards | 10 yards | 20 yards | Shuttle 20 yards | 3 cones drill | verticale       | horizontale         | Développé couché | Test Wonderlic |
| 1,94 m (6 ft 4¼ in) | 104 kg (229 lb) | 83 cm (33½ in) | 25 cm (9⅞ in) | 4,42 s   | 1,56 s   | 2,57 s   |                  | s             | 103 cm (40½ in) | 320 cm (10 ft 6 in) | 19 reps          | 27             |

### Steelers de Pittsburgh (2020-2022)
Il est sélectionné en 49e choix global lors du deuxième tour de la draft 2020 de la NFL par la franchise des Steelers de Pittsburgh.
Lors de la victoire des Steelers 38 à 29 contre les Eagles de Philadelphie en 5e semaine de la saison 2020, il gagne 110 yards en réception et inscrit quatre touchdowns (trois en réception de passes du quarterback Ben Roethlisberger et un à la course) dans la victoire de son équipe 38-29. Claypool est le premier rookie des Steelers à marquer quatre touchdowns dans un match et le premier Steeler à réussir cet exploit depuis Roy Jefferson (en) en 1968. Après cette performance, Claypool est désigné meilleur joueur offensif AFC de la 5e semaine.
Lors de la victoire 36 à 10 contre les Bengals de Cincinnati en 10e semaine, il réussit quatre réceptions pour un gain de 56 yards et deux touchdowns. Qualifiés pour la phase finale de la NFL, les Steelers perdent 37 à 48 contre les Browns, Claypool effectuant cinq réceptions pour un gain de 59 yards et deux touchdowns.

### Bears de Chicago (2022-2023)
Le 1er novembre 2022, Chase Claypool est transféré chez les Bears de Chicago en échange d'un choix de deuxième tour de la draft 2023 de la NFL
Il fait ses débuts pour les Bears en 9e semaine contre les Dolphins et y gagne 13 yards en deux réceptions.

## Statistiques
| Année       | Équipe                       | Statut      | MJ |     | Passes réceptionnées | Passes réceptionnées | Passes réceptionnées | Passes réceptionnées |       | Courses | Courses | Courses | Courses |
| Année       | Équipe                       | Statut      | MJ | Nb. | Yards                | Moy.                 | TD                   | Nb.                  | Yards | Moy.    | TD      |         |         |
| 2016        | Fighting Irish de Notre Dame | Fr.         | 08 | 05  | 081                  | 16,2                 | 0                    | 1                    | 9     | 9,0     | 0       |         |         |
| 2017        | Fighting Irish de Notre Dame | So.         | 11 | 29  | 0402                 | 13,9                 | 02                   | 2                    | -3    | -1,5    | 0       |         |         |
| 2018        | Fighting Irish de Notre Dame | Jr.         | 13 | 50  | 0639                 | 12,8                 | 04                   | 0                    | 0     | 0       | 0       |         |         |
| 2019        | Fighting Irish de Notre Dame | Sr.         | 13 | 66  | 1 037                | 15,7                 | 13                   | 0                    | 0     | 0       | 0       |         |         |
| Totaux NCAA | Totaux NCAA                  | Totaux NCAA | 45 | 150 | 2 159                | 14,4                 | 19                   | 3                    | 6     | 2,0     | 0       |         |         |

| Année                    | Équipe                   | MJ |                 | Passes réceptionnées | Passes réceptionnées | Passes réceptionnées | Passes réceptionnées |                 | Courses         | Courses         | Courses | Courses |  | Fumbles | Fumbles |
| Année                    | Équipe                   | MJ | Nb.             | Yards                | Moy.                 | TD                   | Nb.                  | Yards           | Moy.            | TD              | Nb.     | Perdus  |  |         |         |
| 2020                     | Steelers de Pittsburgh   | 16 | 62              | 873                  | 14,1                 | 9                    | 10                   | 16              | 1,6             | 2               | 3       | 1       |  |         |         |
| 2021                     | Steelers de Pittsburgh   | 15 | 59              | 860                  | 14,6                 | 2                    | 14                   | 96              | 6,9             | 0               | 0       | 0       |  |         |         |
| 2022                     | Steelers de Pittsburgh   | 08 | 32              | 311                  | 09,7                 | 1                    | 08                   | 55              | 6,9             | 0               | 0       | 0       |  |         |         |
| 2022                     | Bears de Chicago         | 07 | 14              | 140                  | 10,0                 | 0                    | 01                   | 04              | 4,0             | 0               | 1       | 1       |  |         |         |
| 2023                     | Bears de Chicago         | ?  | Saison en cours | Saison en cours      | Saison en cours      | Saison en cours      | Saison en cours      | Saison en cours | Saison en cours | Saison en cours |         |         |  |         |         |
| Totaux chez les Steelers | Totaux chez les Steelers | 39 | 153             | 2 044                | 13,4                 | 12                   | 32                   | 167             | 5,2             | 2               | 3       | 1       |  |         |         |
| Totaux NFL               | Totaux NFL               | 46 | 167             | 2 184                | 13,1                 | 12                   | 33                   | 171             | 5,2             | 2               | 4       | 2       |  |         |         |

| Année      | Équipe                 | MJ |     | Passes réceptionnées | Passes réceptionnées | Passes réceptionnées | Passes réceptionnées |       | Courses | Courses | Courses | Courses |  | Fumbles | Fumbles |
| Année      | Équipe                 | MJ | Nb. | Yards                | Moy.                 | TD                   | Nb.                  | Yards | Moy.    | TD      | Nb.     | Perdus  |  |         |         |
| 2020       | Steelers de Pittsburgh | 1  | 5   | 59                   | 11,8                 | 2                    | 0                    | 0     | 0,0     | 0       | 0       | 0       |  |         |         |
| 2021       | Steelers de Pittsburgh | 1  | 3   | 25                   | 08,3                 | 0                    | 0                    | 0     | 0,0     | 0       | 0       | 0       |  |         |         |
| Totaux NFL | Totaux NFL             | 2  | 8   | 84                   | 10,5                 | 2                    | 0                    | 0     | 0,0     | 0       | 0       | 0       |  |         |         |